# Edmond Amran El Maleh
Edmond Amran El Maleh sau El-Mareh (n. 30 martie 1917, Safi, Maroc, Maroc – d. 15 noiembrie 2010, Rabat, Maroc) a fost un scriitor și jurnalist marocan de etnie evreiască. 

## Biografie
Edmond Amran El Maleh s-a născut într-o familie de evrei din Maroc, la 30 martie 1917. A activat în cadrul Partidului Comunist din Maroc, iar în 1965 a plecat la Paris pentru o perioadă îndelungată.